# Josef Fröhlich (Schauspieler)
Josef Fröhlich (* 10. Mai 1933 in Mistelbach, Österreich; † 30. November 1995) war ein österreichischer Schauspieler.

## Leben und Wirken
Fröhlich hatte Mitte der 1950er Jahre bei Fred Liewehr und Vilma Degischer am Reinhardt-Seminar in Wien eine Ausbildung zum Schauspieler erhalten und anschließend, nach seinem Debüt in Schleswig, in Bregenz, Chur, Berlin (am dortigen Theater am Kurfürstendamm), Hamburg, Göttingen und München (am dortigen Intimen Theater) auf der Bühne gestanden. Seit den 1970er Jahren war er überwiegend freischaffend tätig. Meist sah man den hageren, schmalen Künstler mit dem scheuen, blässlichen Gesicht in leichtgewichtigen Stücken des Boulevardtheaters (Komödien und Lustspiele).
1958 gab er mit einer winzigen Soldatenrolle in dem Kriegsfilm Hunde, wollt ihr ewig leben sein Filmdebüt. In den folgenden Jahrzehnten übernahm Fröhlich in einer Fülle von Film- und Fernsehproduktionen zahllose Nebenrollen. Bei diversen seiner frühen TV-Arbeiten handelt es sich um ambitionierte Inszenierungen (wie etwa Ein Tag – Bericht aus einem deutschen Konzentrationslager 1939) bzw. um werkgetreue Adaptionen literarischer Vorlagen (wie Ein Wintermärchen oder Judith).
Oft verkörperte er unscheinbare Typen, kleine Ganoven ebenso wie wenig erfolgsverwöhnte Durchschnittsbürger. Kleinstadtspießer, einfache Angestellte oder Biedermänner spielte Fröhlich auch in einer beträchtlichen Anzahl von billigen Softsexfilmen der frühen 1970er Jahre. Nur selten sah man ihn in Hauptrollen wie als zweifacher Mörder samt der Darstellung der psychischen Auswirkungen in der Episode Mord auf Befehl in der Reihe Die fünfte Kolonne,
als Bräutigam in dem 1969 entstandenen Fernsehspiel Die Kleinbürgerhochzeit nach einer Vorlage von Bertolt Brecht oder im selben Jahr als unschuldig Gehängter Timothy Evans in Gnade für Timothy Evans. Ein Jahr darauf erhielt er seine wohl bekannteste Rolle: In dem skandalumwitterten Zukunftsthriller Das Millionenspiel war Fröhlich als Untergebener von Dieter Hallervorden einer von mehreren gedungenen Killern der Köhler-Bande, die im Rahmen des besagten Spiels mörderische Jagd auf einen jungen Mann machen. Im Jahre 1979 spielte er den Zauberer Merlin in der gleichnamigen Fernsehserie.
1986 hatte er eine Nebenrolle in Wolfgang Glücks Kinospielfilm 38 – Auch das war Wien, welcher 1987 als österreichischer Beitrag für den Oscar/Bester fremdsprachiger Film nominiert war.
Seit Mitte der 1990er Jahre trat Josef Fröhlich nicht mehr vor die Kamera. Erst geraume Zeit später wurde durch seine Schauspielagentur ZBF München bekannt, dass Josef Fröhlich kurze Zeit später verstorben war.

## Filmografie (Auswahl)
- 1958: Hunde, wollt ihr ewig leben
- 1961: Heute gehn wir bummeln
- 1964: Thomas More (TV)
- 1965: Die Reise (TV)
- 1965: Ein Tag – Bericht aus einem deutschen Konzentrationslager 1939 (TV)
- 1965: Ein Wintermärchen (TV)
- 1965: Das Kriminalmuseum (TV-Serie) – Die Brille
- 1966: Die fünfte Kolonne (TV-Serie) – Mord auf Befehl
- 1966: Die Gefangenen von Murano (TV)
- 1966: Standgericht (TV)
- 1966: Judith (TV)
- 1967: Der Blinde (TV)
- 1967: Das Bild (TV)
- 1968: Zeit der halben Herzen (TV)
- 1968: Der Reformator (TV)
- 1968: Die Katze (TV)
- 1969: Kim Philby war der dritte Mann (TV)
- 1969: Die Kleinbürgerhochzeit (TV)
- 1969: Transplantation (TV)
- 1969: Der Kommissar (TV-Serie) – Ein Mädchen meldet sich nicht mehr
- 1969: Salto Mortale (TV-Serie) – München
- 1969: Gnade für Timothy Evans (TV)
- 1970: Recht auf Gewissen (TV)
- 1970: Der Kommissar (TV-Serie) – Der kleine Schubelik
- 1970: Die blinden Ameisen (TV)
- 1970: Das Millionenspiel (TV)
- 1971: Mitten in der Nacht (TV)
- 1971: Erotik im Beruf – Was jeder Personalchef gern verschweigt
- 1971: Verschwörung in Ulm – Der Reichswehrprozeß 1930 (TV)
- 1971: Der neue heiße Sex-Report – Was Männer nicht für möglich halten
- 1971: Paragraph 218 – Wir haben abgetrieben, Herr Staatsanwalt
- 1971: Der Fall Eleni Voulgari (TV)
- 1971: Urlaubsreport – Worüber Reiseleiter nicht sprechen dürfen
- 1971: Schüler-Report
- 1971: Der neue Hausfrauen-Report
- 1972: Hamburg Transit (TV-Serie) – Wie man Aale fängt
- 1972: Die Klosterschülerinnen
- 1972: Schulmädchen-Report. 3. Teil: Was Eltern nicht mal ahnen
- 1972: Mädchen, die nach München kommen
- 1972: Lehrmädchen-Report
- 1972: Blitzlicht (TV)
- 1973: Ein Schweizer wie bestellt (TV)
- 1973: Das Familienfest (TV)
- 1973: Mordkommission (TV-Serie)
- 1973: Schlüsselloch-Report
- 1974: Schulmädchen-Report. 7. Teil: Doch das Herz muß dabei sein
- 1974: Charlys Nichten
- 1976: Der Stumme
- 1976: Ich will leben
- 1976–1991: Derrick (sieben Folgen der Krimireihe)
- 1977: Schulmädchen-Report. 11. Teil: Probieren geht über Studieren
- 1977: Drei sind einer zuviel (TV-Serie)
- 1978: Zwischengleis
- 1978: Derrick – (Folge 52: Abitur)
- 1979: Andreas Vöst
- 1979: Blutspur (Bloodline)
- 1979: Die Schulmädchen vom Treffpunkt Zoo
- 1979: Die Protokolle des Herrn M. – Fahrkarte nach Neapel (TV-Serie)
- 1979: Merlin (TV-Serie)
- 1979: Der Ringer (The American Success Company)
- 1979: Der Tote bin ich (TV)
- 1980–1984: Der Alte (fünf Folgen der Krimireihe)
- 1982: Zwei Tote im Sender und Don Carlos im Pogl (TV-Mediensatire)
- 1983: Die Matrosen von Kronstadt (TV)
- 1985: Polizeiinspektion 1 – (Folge 90: Verwegene Moral)
- 1986: 38 – Auch das war Wien
- 1987: Derrick – Anruf in der Nacht  (S10 / F15)
- 1989: Jack Clementi – Anruf genügt… (Big Man, Fernsehreihe, Folge 6x06)
- 1990: Erfolg
- 1995: So ist das Leben! Die Wagenfelds (TV-Serie)

## Anmerkung
1. ↑  lt. Filmarchiv Kay Weniger

| Personendaten    | Personendaten                 |
| ---------------- | ----------------------------- |
| NAME             | Fröhlich, Josef               |
| KURZBESCHREIBUNG | österreichischer Schauspieler |
| GEBURTSDATUM     | 10. Mai 1933                  |
| GEBURTSORT       | Mistelbach, Österreich        |
| STERBEDATUM      | 30. November 1995             |